# Caltiki – nieśmiertelny potwór
Caltiki – nieśmiertelny potwór (wł. Caltiki il mostro immortale, franc. Caltiki, le monstre immortel) – włosko-francuski monster movie z 1959 roku w reżyserii Riccardo Fredy i Mario Bavy.

## Fabuła
Brytyjska ekspedycja archeologiczna bada ruiny majańskiego miasta Tikál, by poznać przyczyny jego opuszczenia w 607 roku. Pewnej nocy archeolog Nieto wraca do bazy w stanie szoku, po tym jak wybrał się z Ulmerem na zwiedzanie jaskini w pobliskim wulkanie. Pozostali członkowie wyprawy, zdeterminowani odnaleźć Ulmera, eksplorują jaskinię. Wewnątrz znajdują głęboki basen z wodą, za którym stoi duży posąg Caltiki, majańskiej bogini, która wedle miejscowych spowodowała opustoszenie Tikál. Archeolodzy stwierdzają, że basen służył do składania Caltiki ludzkich ofiar. Zaskakuje ich wysoki poziom radioaktywności.
Tymczasem dowódca ekspedycji – John Fielding ma scysję ze swoją żoną Ellen. Pociesza ją przyjaciel Johna – Max, co nie podoba się lokalnej Metysce Lindzie, służącej za przewodnika. On i Bob, inny członek ekspedycji obserwują z ukrycia sekretną majańską ceremonię, zakazaną dla białych. Bob mimo ostrzeżeń Lindy o złym omenie, zakłóca ceremonię robiąc zdjęcia z ukrycia. Następnego dnia ekspedycja udaje się z powrotem do jaskini. Sądząc, że ciało Ulmera może znajdować się na dnie basenu, Bob nurkuje głęboko i znajduje liczne złote klejnoty. Pod wodą Bob zostaje przez coś zaatakowany. Grupa wyciąga go z powrotem na powierzchnię, ale jego ciało stało się gnijącą masą. Po chwili z basenu wychodzi bezkształtna kreatura. Próbując odzyskać klejnoty zebrane przez Boba, Max zostaje złapany za rękę przez chcące go skonsumować stworzenie, ale uwalnia go John. Po ucieczce z jaskini, John zabija stwora zrzucając na niego ciężarówkę z benzyną.
Zespół jedzie do Meksyku, gdzie fragment potwora zostaje chirurgicznie usunięty z ramienia Maxa, które zostało zmumifikowane. Ów fragment jest badany w instytucie naukowym profesora Rodrigueza, gdzie stwierdza się, że to organizm jednokomórkowy mający 20 milionów lat. Powołując się na inskrypcję znajdującą się w jaskini, John uznaje że potwór był czczony przez Majów jako Caltiki. Zdeterminowany, aby przeprowadzić dalsze eksperymenty na fragmencie Caltiki, John zabiera jego kawałek do swojej meksykańskiej rezydencji, w której mieszka z Ellen i ich córką Jenny. Odkrywa, że tkanka dramatycznie zwiększa swój rozmiar i aktywność pod wpływem promieniowania. Wkrótce Nieto umiera, a trucizna Caltiki znajdująca się w krwiobiegu Maxa zaczyna wpływać na jego zdrowie psychiczne.
Nadal przebywający w szpitalu Max wpada w szał i ucieka po zabiciu pielęgniarki. Poszukiwany przez policję, znajduje schronienie w domu Johna dzięki zakochanej w nim Lindzie. Doczytując w inskrypcji wspomnienia o niebiańskim narzeczonym Caltiki, Rodriguez po konsultacji z obserwatorium astronomicznym dowiaduje się, że tej nocy przeleci kometa Arsinoe, która ostatni raz zjawiła się nad Ziemią w 607 roku. Rodriguez domyśla się, że przez kometę wzrosła radioaktywność w atmosferze, powodując w ten sposób powiększenie się Caltiki i wynikające z tego wyludnienie Tikál. Obawiając się o życie Johna, który wciąż ma u siebie próbki Caltiki, próbuje dodzwonić do jego mieszkania, ale Max przeciął linię telefoniczną. Wobec tego profesor jedzie osobiście ostrzec Johna, ale ginie w wypadku samochodowym.
Tymczasem wezwany do instytutu John odkrywa tam zniszczenia dokonane przez martwą już Caltiki. Poinformowany o komecie przez asystenta Rodrigueza, John w obawie o rodzinę prosi o wysłanie do jego rezydencji żołnierzy uzbrojonych w miotacze ognia. W rezydencji, gdy kawałek Caltiki zaczyna się powiększać i mnożyć, w pełni szalony Max atakuje Ellen i zabija Lindę. W ostatniej chwili pożerają go zmultiplikowane Caltiki. Przerażona Ellen próbuje uciec z Jenny przed potworami. John, aresztowany za przekroczenie prędkości przez policję, bez skutku stara ją przekonać o niebezpieczeństwie zagrażającym jego rodzinie. W porę ucieka z aresztu i dociera do domu ratując żonę i córkę. Przybywa także wezwane wojsko i niszczy Caltiki czołgami i miotaczami ognia, kończąc tym samym zagrożenie z jej strony.

## Obsada
Opracowano na podstawie materiału źródłowego:
- John Merivale – prof. John Fielding
- Renato De Carmine – John Fielding (głos)
- Didi Perego – Ellen Fielding
- Gérard Herter – Max Gunther
- Stefano Sibaldi – Max Gunther (głos)
- Daniela Rocca – Linda
- Vittorio André – prof. Rodríguez
- Michele Malaspina – prof. Rodríguez (głos)
- Giacomo Rossi Stuart – asystent prof. Rodrígueza
- Daniele Vargas – Bob[f]
- Rolf Tasna – Bob (głos)
- Arturo Dominici – Nieto[g]
- Nerio Bernardi – inspektor policji[h]
- Tom Felleghy – astronom
- Gay Pearl – tancerka
- Mario Bava – Meksykanin w posterunku policyjnym
- Rex Wood
- Renzo Palmer – narrator (głos)

## Produkcja

### Przygotowanie i scenariusz
Caltiki – nieśmiertelny potwór został wyprodukowany, z myślą o rynkach zagranicznych, przez Lionello Santiego z Galatea Film, który po sukcesie Herkulesa (1958) zainteresował się eksploracją nowych gatunków filmowych. W tamtym czasie tylko kilka filmów dźwiękowych we Włoszech było filmami science fiction, jak Baracca e burattini (1954), Totò nella luna (1958) oraz La morte viene dallo spazio (1958). Choć nie ma o tym wzmianki w żadnych ministerialnych dokumentach, źródła europejskie wspominają o zaangażowaniu w produkcję francuskiej wytwórni Climax Film. Reżyserem został Riccardo Freda, który po swoim filmie grozy I vampiri (1957) zajął się kolejnym nowym gatunkiem, czyli fantastyką naukową. Operator filmowy Mario Bava został zatrudniony jako autor zdjęć do filmu, a scenograf i kostiumograf Filippo Sanjust jako scenarzysta, co było po Beatrice Cenci (1956) jego drugą pracą scenopisarską dla Fredy. Freda również pracował przy scenariuszu, ale nie został uwzględniony w liście płac.   
Bava po latach przyznawał się, że film był „nieco odbiciem” brytyjskiej Zemsty kosmosu (1955) ze względu na podobieństwa pojawiających się w obu filmach potworów. Mimo że film deklaruje oparcie na majańskiej legendzie, nie jest ona prawdziwa. Amerykański krytyk filmowy Tim Lucas sugeruje, że pomysł na historię wyszedł od inspiracji twórczością H.P. Lovecrafta będącego jednym z ulubionych pisarzy Bavy. Uważa także za prawdopodobne, iż w jakimś stopniu Bava, którego wkład wielokrotnie pomijano przez producentów, przyczynił się do powstania scenariusza, zanim zatrudniono Sanjusta, żeby przelać to wszystko na papier. Nazwa „Caltiki” mogła zostać zainspirowana odwróceniem sylab wybranego w historii miejsca Tikál. Innym źródłem może być imię inkaskiego boga słońca „Kon-Tiki”, które znalazło się w bestsellerowej książce Wyprawa Kon-Tiki (1950) Thora Heyerdahla.
Freda, wyciągając wnioski ze swojego błędu z I vampiri, postanowił dać filmowi wszelkie możliwości, aby można go było pomylić z filmem brytyjskim lub amerykańskim. Zaczynając od tego filmu, Freda przyjął pseudonim „Robert Hamton”, którego używał w takich przyszłych filmach, jak L’orribile segreto dal Dr. Hichcock (1962) i Lo spettro (1963). Używał go jedynie w filmach grozy, w przypadku filmów płaszcza i szpady oraz dramatów historycznych reżyserował je pod własnym nazwiskiem. Był to jeden z najwcześniejszych włoskich filmów kierowanych na rynek amerykański, stąd większość aktorów i ekipy filmowej otrzymały zamerykanizowane nazwiska.

### Casting
Dobór obsady nadzorował Freda. Do roli doktora Johna Fieldinga zatrudniono kanadyjskiego aktora Johna Merivale’a, którego praca nad filmem była jedynym występem we włoskiej kinematografii. W głównej roli żeńskiej wystąpiła włoska modelka i początkująca aktorka Didi Perego używająca pseudonimu Didi Sullivan podczas jej pierwszych występów na ekranie. Niemiecki aktor Gérard Herter grał ludzkiego złoczyńcę opartego na postaci Victora Carroona, granego przez Richarda Wordswortha w Zemście kosmosu. Caltiki – nieśmiertelny potwór to również jeden z początkowych filmów dla Danieli Rocci i Giacomo Rossiego Stuarta.

### Realizacja
Sanjust prócz obowiązków scenopisarskich odpowiadał za kostiumy i prawdopodobnie za scenografię. Rzeźby Caltiki wykonał Freda, który wspominał, że to jedyny element filmu, który wspomina z przyjemnością. W większości scen Caltiki została wykonana się wyłącznie z flaków – wówczas sprzedawanych głównie jako karma dla kotów na włoskich rynkach. Bava oszacował później, że do produkcji zużywano około 100 kilogramów flaków dziennie. Jak wspominał: „Facet, którego zadaniem było kiedyś kupienie flaków, postanowił zaoszczędzić trochę pieniędzy, ponownie wykorzystując te same flaki przez trzy dni. Po trzech dniach flaki te naprawdę zabijały wszystkich swoim nieznośnym smrodem! [Gérard] Herter, niemiecki aktor, którego musiał pochłonąć potwór, prawie przez to umarł! Kiedy film był wyświetlany w Tunezji, scena pojawienia się Caltiki wywarła na widzach takie wrażenie, że dosłownie wybiegli z kina... i to były same flaki!”. W scenach, gdy potwory się poruszały były wykonane z sukna i animowane przez dłonie człowieka.
Kierownik produkcji Massimo De Rita, wspominał jak Bava kręcił niektóre efekty specjalne w studiach Scalera Film: „W studiach nagrań dźwiękowych w Scalera, które rzeczywiście były bardzo małe, zbudował model domu w zmniejszonej skali. Wtedy potwór z flaków się mnożył i mnożył, zszedł po schodach, pożerał ludzi, został zniszczony. Mario miał ograniczone możliwości manipulowania flakami przez otwory wycięte w podłodze pod nimi, ale udało mu się uzyskać efekty, które na ekranie były przerażające. Mógł pracować tylko 3-4 godziny, bo [pod gorącym światłem] flaki zaczęły śmierdzieć. Miniaturowe efekty były niezwykłe: [filmował flaki], potem przewijał kamerę i filmował maleńkie miotacze ognia, bo potwór został zniszczony przez ogień”. Wedle wspomnień syna Bavy, Lamberta, wszystkie miniaturowe sekwencje efektów specjalnych przedstawiające Caltiki atakujące dom Fieldingów nakręcono w domu ojca Bavy, Eugenio. Scena uderzenia samochodu profesora w klif pochodzi z amerykańskiego serialu kinowego The Crimson Ghost (1946).
| „To naprawdę nie był mój film. Był o potworach, Meduzach z kosmosu i na tym właśnie polega twórczość Bavy; to jego gatunek. Film narodził się niemal przez przypadek, aby pomóc Bavie. (...) Wyreżyserowałem go, ale był to film w stylu Bavy”.– Riccardo Freda |

Na pewnym etapie pracy Freda zdecydował się wówczas porzucić projekt, aby Bava, będący jego przyjacielem, miał szansę wyreżyserować film. Spowodowane było to złością Fredy na sposób, w jaki producenci i inni reżyserzy zmuszali pracującego z nim Bavę do pracy nad poprzednimi filmami i nie uwzględniali jego wkładu, zwłaszcza nad tymi autorstwa Pietra Francisciego: „To naprawdę jego praca [Bavy] zapewniła Francisciemu sukces, bo ten reżyser siadał na planie i zasypiał... Nalegałem Bavę, dla naszej przyjaźni, żeby zerwał z Franciscim – i tak się stało... ale czasy były trudne. Jego pies był chory, płacono straszne podatki... W zasadzie musiał pracować, żeby żyć. Spotkałem się więc z nim w domu jego ojca i zaproponowałem, żebyśmy razem zrobili Caltiki; on zaakceptował”. Szczegółowe informacje na temat tego, w jakim stopniu Freda i Bava wyreżyserowali swe części filmu, różnią się w zależności od wywiadów i wspomnień. Freda stwierdził w wywiadzie dla Luigiego Cozziego w 1971 roku, że opuścił pracę nad Caltiki – nieśmiertelnym potworem, gdy pozostały już tylko dwa dni zdjęć. Po tym Bava przeznaczył dwa lub trzy tygodnie kręcenia w całości poświęcone efektom specjalnym, co w tym przypadku obejmowało ponad 100 ujęć z indywidualnymi efektami w 76-minutowej produkcji. Bava był odpowiedzialny za wyreżyserowanie niektórych scen fabularnych – w tym sekwencji otwierającej z Nieto w ruinach Majów.
Massimo De Rita był zdania, że „w 90% Bava był współreżyserem Caltiki. Freda był nieobecny, nie wiedział nic o tym, co Bava wymyślał”. De Rita zauważył, że Bava instruował aktorów, co mają robić, a także nakręcił wszystkie ujęcia łączące potwora i wszystkie sceny śmierci. Sam Bava opisał Caltiki – nieśmiertelnego potwora, jako „swój pierwszy film”, zauważając, że Freda porzucił plan, „ponieważ wszystko się rozpadało. Udało mi się to zrobić, łatając to tu i ówdzie”. Jednocześnie Bava stwierdzał, że „nie reżyserował Caltiki. Reżyserem tego filmu jest Freda”. Dopiero w pewnym momencie, gdy ukończono główne zdjęcia, Freda zaczął montować film i potem pokłócił się z producentem w efekcie, czego Freda zrezygnował z pracy.
W 2004 roku Luigi Cozzi odniósł się do swojego wywiadu z Fredą i stwierdził, że „prawda jest tylko jedna: reżyserem Calitiki – nieśmiertelnego potwora, jest Riccardo Freda i kropka. Mario Bava zajął się zdjęciami, efektami specjalnymi i wyreżyserował sceny z miniaturami (zwłaszcza te z czołgami...), poza tym nakręcił kilka ujęć żołnierzy z miotaczami ognia i to wszystko, ale oczywiście to nie wystarczy, aby powiedzieć, że to Bava wyreżyserował film.
Ostateczny budżet filmu przyznaje Fredzie 5 mln lirów zamiast początkowych 6, a Bava otrzymał 6 250 mln lirów zamiast początkowych 3 milionów.

## Odbiór

### Premiera i wynik finansowy
Caltiki – nieśmiertelny potwór ukazała się we włoskich kinach 8 sierpnia 1959 roku w dystrybucji Lux Film. We Włoszech film zarobił łącznie 94,5 mln lirów, odnosząc mniejszy sukces niż poprzedni film Fredy I vampiri, który zarobił 125,3 miliona lirów.Rezultatem jest zgrabne i fascynujące połączenie science fiction i horroru, łączące kosmologię z archeologią i mitem, tworząc naprawdę fascynujący i oryginalny thriller. Uwzględnienie ruin i tajemnic pozostawionych przez Majów było inspirującym pomysłem, dzięki któremu europejski film szeroko sięgał do prehistorii obu Ameryk i nadawał filmowi atrakcyjność, która była szczególnie fascynująca w Stanach Zjednoczonych i na południu.

### Recenzje
Brytyjski „Monthly Film Bulletin” skomentował, że „fałszywe dekoracje, zła gra aktorska i ograniczenia małego budżetu poważnie krępują pierwszą połowę” oraz że „kiedy potwór się ustabilizuje, sytuacja zaczyna się ożywiać”. W recenzji stwierdzono, że film był „tak niesamowicie banalny, że prawie zabawny”. Wanda Hale z nowojorskiego „Daily News” określiła Caltiki – nieśmiertelnego potwora jako „słaby horror” i stwierdziła, że „nie tylko historia jest zła, ale także produkcja, reżyseria, dubbing i gra aktorska”.
Późniejsze recenzje były bardziej łaskawe. W książce Science Fiction (1984) angielski dziennikarz Phil Hardy stwierdził, że „chociaż gra aktorska jest rutynowa, a scenariusz ciężkawy, Bava dodaje parę eleganckich akcentów”. Bruce Eder z AllMovie zauważył podobieństwa do Bloba, zabójcy z kosmosu (1958) i Zemsty kosmosu (1955), ale ocenił film pozytywnie, nazywając go „zgrabnym i wciągającym połączeniem science fiction i horroru, łączącym kosmologię z archeologią i mitem, tworząc naprawdę fascynujący i oryginalny dreszczowiec”. Budd Wilkins z portalu Slant Magazine opisał film jako „imponującą wizytówką niepowtarzalnych umiejętności Bavy za kamerą, w szczególności jego niesamowitej zdolności do tworzenia nastrojowej atmosfery i kilku niezwykle makabrycznych obrazów (przynajmniej jak na rok 1959) w najprostszych i najbardziej oszczędnych środkach filmowych”.

### Nagrody i nominacje
| Nagroda                            | Kategoria                                       | Nominowani                     | Wynik     | Źródło |
| ---------------------------------- | ----------------------------------------------- | ------------------------------ | --------- | ------ |
| Rondo Hatton Classic Horror Awards | Najlepszy komentarz                             | Tim Lucas                      | Nominacja | [ 25 ] |
| Nagroda Saturn                     | Najlepsze wydanie DVD/Blu-ray klasycznego filmu | Caltiki – nieśmiertelny potwór | Nominacja | [ 26 ] |